# Tempête tropicale Chantal (2025)
Pour les articles homonymes, voir Cyclone tropical Chantal.
La tempête tropicale Chantal est le troisième système tropical de la saison cyclonique 2025. Elle s'est formée au début de juillet sur un front en décomposition au-dessus de la Floride puis déplacée au large dans l'océan Atlantique, devenant une dépression tropicale le 4 juillet. Le lendemain, le système est devenu mieux organisé et a été reclassé tempête tropicale, recevant son nom de Chantal. Le système s'est progressivement intensifié jusqu'à toucher terre tôt le 6 juillet en Caroline du Sud. Elle faiblit rapidement en dépression tropicale à l'intérieur des terres. Le système est devenu un creux barométrique le 7 juillet et s'est joint à à une autre dépression non tropicale le lendemain.
Chantal a provoqué des vents de force tempête tropicale et des rafales dans le nord-est de la Caroline du Sud lors de son arrivée sur terre. Elle a produit de fortes pluies en progressant lentement vers la Caroline du Nord, causant d'importantes crues soudaines sur le centre l'État. Les estimations préliminaires des dégâts de Chantal sont d'au moins 56 millions $US pour le seul comté d'Orange et 6 morts.

## Évolution météorologique
Depuis le 29 juin, les modèles de prévision numérique prévoyaient la possibilité de développement tropical en mer entre la Big Bend Coast et la Géorgie durant les 7 jours suivants avec les restes d'un système frontal. La situation s'est graduellement développée et à 21 h UTC le 4 juillet, à la suite d'un rapport d'un avion de reconnaissance, le NHC a émis son premier bulletin à propos de la dépression tropicale Trois à 240 km au sud-sud-est de Charleston (Caroline du Sud), incluant une veille cyclonique. Malgré un fort cisaillement des vents en altitude, le système évolue suffisamment pour être reclassé tempête tropicale, nommée Chantal, à 12 h UTC le 5 juillet et les Carolines sont mises en avertissement alors que le système se dirigeait vers la côte.
Le centre de Chantal a touché la côte près de Litchfield Beach, Caroline du Sud, vers 8 h UTC le 6 juillet selon le radar météorologique. À 15 h UTC, le NHC l'a déclassé à dépression tropicale à la frontière entre les deux Carolines alors que le système faiblissait rapidement sur terre puis a passé la main au Weather Prediction Center (WPC). Le 7 juillet au matin, Chantal se déplaçait en Virginie se dirigeant vers le nord-est et donnant des accumulations de pluie de moins en moins importantes. À 15 h UTC, le WPC l'a déclaré post-tropicale alors qu'elle était sur le sud de la baie de Chesapeake. À 21 h UTC, elle était rendue près de Cape May (New Jersey). À 3 h UTC le 8, le WPC a émis son dernier bulletin alors que la dépression résiduelle se trouvait sur l'Atlantique au large du New Jersey et devait devenir un creux ouvert

## Conséquences

### Carolines

Boucle des images radar des pluies sur les Carolines.

Les observations préliminaires du WPC donnent 75 à 125 mm de pluie dans le nord-est de la Caroline du Sud et l'est ainsi que le centre de la Caroline du Nord, avec un maximum de 198 mm à Graham (Caroline du Nord). Les rafales maximales enregistrées ont été de 85 km/h sur le quai de Huntington, Caroline du Nord, et 90 km/h sur celui de Springmaid Beach, Caroline du Sud. Nombre de personnes ont dû être secourues en raison de courants d'arrachement le long des côtes avant l'arrivée de la tempête,,.
Une personne a dû être secourue d'un véhicule inondé à Southern Pines, en Caroline du Nord. Dans le comté d'Orange (Caroline du Nord), l'état d'urgence a été déclaré en raison de crues soudaines et plus de 50 sauvetages ont été effectués dans tout le comté,. Dans le comté de Durham (Caroline du Nord), les équipes de sauvetage ont effectué plus de 80 missions de sauvetage en bateau et ont imposé des dizaines d'évacuations en raison de la montée des eaux le long de la rivière Eno, la rivière ayant augmenté de 22 pieds (6,7 m) en 4 heures,. Deux avions et deux hangars ont été endommagés par une tornade à l'aéroport exécutif de Raleigh à Sanford, en Caroline du Nord.
Les dégâts se montent à plusieurs dizaines de millions selon le réassureur Aon et à plus de 56 millions $US selon les autorités du comté d'Orange (Caroline du Nord),. Six personnes ont été tuées par les eaux en crue en Caroline du Nord :
- une femme de 83 ans, de Pittsboro, est décédée lorsque sa voiture a été emportée par les eaux de crue le comté de Chatham ;
- une femme de 58 ans, de Hurdle Mills, comté de Person, s'est aussi noyée dans sa voiture dans le comté d'Orange ;
- deux hommes, tombés de leurs canots, se sont noyés sur le lac Jordan ;
- un homme a été retrouvé sans vie dans son automobile submergée à Mebane, dans le comté d'Alamance ;
- une femme de 23 ans, de Graham a été retrouvée dans un véhicule submergé dans un étang.

### Ailleurs

Boucle d'images satellitaires montrant la transition post-tropicale du 7 au 8 juillet.

Le précurseur de Chantal a apporté une forte humidité, des conditions nuageuses et de la pluie en Floride. Plusieurs célébrations pour le Jour de l'Indépendance des États-Unis ont été annulées en Floride le 3 juillet en raison des pluies. Le nord-est de la Floride a également été affecté par les courants d'arrachement.
Le Mid-Atlantic a également connu de fortes vagues et des courants d'arrachement avec les restes post-tropicaux de Chantal. Des alertes aux inondations ont été émises pour plusieurs États, s'étendant jusqu'au nord du New Jersey, alors que l'ex-Chantal a affecté la région les 7 et 8 juillet. De plus, des avertissements de crue soudaine ont été émis pour plusieurs comtés du sud et du centre de la Virginie. De fortes rafales ont affecté le Maryland sous des orages le 8 juillet, atteignant 110 km/h à Kingstown. Plus de 18 000 clients ont été touchés par des pannes de courant dans le Maryland.
Jusqu'à 110 mm de pluie sont tombés dans la région métropolitaine de Philadelphie, et un arrêt des vols a été émis à l'aéroport international de Philadelphie le 7 juillet pour les restes post-tropicaux de Chantal. Une partie de l'Interstate 76 a été inondée à Philadelphie. Plus de 35 000 personnes ont perdu l'électricité dans le New Jersey et en Pennsylvanie. Plusieurs arbres ont été abattus dans le New Jersey. La région métropolitaine de New York a connu des de fortes averses par endroits. Les orages ont abattu plusieurs arbres et lignes électriques à Bantam et Litchfield, Connecticut.